# Jacqueline McKenzie
Pour les articles homonymes, voir McKenzie.
Jacqueline Susan McKenzie est une actrice australienne née le 24 octobre 1967 à Sydney.

## Biographie
Diplômée de l'Institut national d'art dramatique de Sydney (Australie), sa première participation dans un film date de 1987 dans Wordplay. Elle fait une forte impression dans Romper Stomper en  1992 aux côtés de Russell Crowe, ce qui lui vaut de devenir en Australie une jeune actrice très prometteuse. Après plusieurs films, elle part pour les États-Unis, où elle joue dans Peur Bleue (1999), Les Divins secrets (2002) et Le secret de Kelly-Anne (2005). Elle joue l'un des premiers rôles en tant que Diana Skouris dans la série Les 4400 (2004-2007), en tant que partenaire au NTAC de Tom Baldwin.

## Filmographie

### Actrice

#### Cinéma
- 1987 : Wordplay : Pandora Imogene Lesley (en tant que Jacqui Mackenzie)
- 1992 : Romper Stomper : Gabe
- 1993 : This Won't Hurt a Bit : Vanessa Prescott
- 1994 : Talk : La fille
- 1994 : Traps : Viola
- 1995 : Angel Baby : Kate
- 1996 : My Entire Life : Beryl Muddle
- 1997 : Under the Lighthouse Dancing : Emma
- 1998 : Love from Ground Zero (en) : Samantha
- 1999 : Freak Weather : Penny
- 1999 : Peur bleue : Janice Higgins
- 2000 : Eisenstein : Pera
- 2001 : Kiss Kiss (Bang Bang) (en) : Sherry
- 2002 : Les Divins secrets : Teensy jeune
- 2003 : Preservation : Daphne
- 2004 : Human Touch : Anna
- 2004 : Peaches : Jude
- 2006 : Le Secret de Kelly Anne : Annie Williamson
- 2010 : Commandos de l'ombre : Mrs. Emma Waddell
- 2014 : Fell : Rachel
- 2014 : La Promesse d'une vie : Eliza
- 2015 : Force of Destiny : Hannah
- 2017 : Don't Tell : Jean Dalton
- 2017 : Three Summers
- 2018 : Harmony
- 2018 : Invaders (Occupation)
- 2018 : The Gateway
- 2018 : Miss Fisher et le Tombeau des larmes de Tony Tilse : Lady Eleanor Lofthouse
- 2021 : Malignant de James Wan
- 2022 : Poker Face de Russell Crowe : le docteur
- 2024 : Sauvage : Canicule 2 (Force of Nature: The Dry 2) de Robert Connolly : Carmen

#### Courts-métrages
- 1995 : Roses Are Red
- 1997 : A Cut in the Rates

#### Télévision

##### Séries télévisées
- 1988 : All the Way : Penelope Seymour
- 1992 : À cœur ouvert : Meredith Hendrix
- 1993 : Stark : Rachel
- 1995 : Halifax f.p. : Sharon Sinclair
- 2004-2007 : Les 4400 : Diana Skouris / Narrator
- 2006 : Rêves et cauchemars : Linda Landry / Gloria Demmick
- 2006 : Two Twisted : Sarah Carmody
- 2007 : FBI - Portés disparus : Patricia Mills
- 2008 : Stupid Stupid Man : Jane
- 2009 : Mental : Veronica Hayden-Jones / Dr. Dr. Veronica Hayden-Jones / Dr. Veronica Hayden-Jones
- 2010 : Hawaii 5-0 : Sarah Reeves
- 2010 : NCIS : Los Angeles : Amy Taylor
- 2012 : Desperate Housewives : Alexandra
- 2012 : Les experts: Miami : Meredith Ramsey
- 2012 : Rake : Alannah Alford
- 2015 : Hiding : Ferdine Lamay
- 2015 : Love Child : Mrs. Maguire
- 2018 : Romper Stomper : Gabe
- 2018 : Safe Harbour : Helen Korczak
- 2018 : Pine Gap : Kath Sinclair

##### Téléfilms
- 1988 : The Riddle of the Stinson : Usherette (en tant que Jackie McKenzie)
- 1994 : The Battlers : Dancy Grimshaw
- 1997 : Kangaroo Palace : Catherine Macaleese
- 1997 : The Devil Game : Frankie Smith
- 2000 : USS Charleston, dernière chance pour l'humanité (On the beach) : Mary Davidson Holmes
- 2001 : When Billie Beat Bobby : Margaret Court

### Réalisatrice

#### Cinéma
- Date inconnue : King: A Street Story

### Parolière

#### Séries télévisées
- 2004 : Les 4400

### Scénariste

#### Cinéma
- Date inconnue : King: A Street Story